# 市制
市制（しせい）は、従前の郡区町村編制法に替わり、日本の市の基本構造を定めた法律である。1888年（明治21年）4月25日の「明治21年4月25日法律第1号」の前半により規定され、1911年（明治44年）4月7日の「明治44年4月7日法律第68号」により全部改正され、1947年（昭和22年）5月3日の「地方自治法」の施行によって廃止された。

制定時の第1条に「此法律ハ（中略）市ト為スノ地ニ施行スルモノトス」とあり、市となる区域で順次この法律を施行（適用）したことから転じて、当該法律が廃止された後も、町・村から新たに市を設けることを「市制を施行する」あるいは「市制施行」と表現するようになった。

## 内容と改正
戦前、特に明治初期は「市民」は即ち「有産者」（地主など）という考え方であったため人口あたりの有産者比率の低い都市部では三等級選挙制などの投票権格差がつけられたり、有産者比率の極めて低い三都（東京・大阪・京都→第1回衆議院議員総選挙）には一般の市制ではなく特別市制が施行されたりした。農村部は地主や養蚕業者などの有産者比率が高いため、都市部とは異なる町村制が施行された。
北海道には市制が施行されず1899年（明治32年）5月1日になって市制に似て自治権が弱い北海道区制が施行された。町村に対しては北海道で北海道一・二級町村制が、沖縄県などでは島嶼町村制が施行された。内地（本土）と別扱いの半植民地的地位を現すものである。

### 1888年（明治21年）制定の市制
市制は、町村制とともに1888年（明治21年）4月25日に明治21年4月25日法律第1号として公布された。なお市制と町村制はひとつの公布文で公布されているがそれぞれ第1条から始まる別個の法律であり、公布文にも「市制及町村制」と書かれている。市制と町村制は市と町村を独立した法人と定め、形式上国と別個の自治体として認めた。
市には市会を置き、土地所有と納税額による選挙権制限と高額納税者の重みを大きくした三等級選挙制によって市会議員を選出した。市は条例制定などの権限を持つ。市長は市会が候補者3名を推薦し、内務大臣が天皇に上奏裁可を求めて決めた。市会は別に助役と名誉職参事会員を選出した。市長、助役、名誉職参事会員で構成される市参事会が市の行政を統括した。
東京・大阪・京都の三大都市は、特例として市制の一部が適用されなかった。「市制中東京市京都市大阪市ニ特例ヲ設クルノ件」（明治22年3月23日法律第12号、全8条）により東京市、京都市、大阪市の3市には市長と助役を置かず市長の職務は府知事が、助役の職務は書記官が行うなどの特例（市制特例）が定められた。
市制の実施準備は以前の区・町・村の合併をすすめつつ各府県ごとに進められ、1889年（明治22年）4月1日を最初として各地で順次市制を施行された。
- 同日までに市制施行地に指定された都市（告示の記載順）
  - 同年2月2日内務省告示第1号（36都市）
東京、京都、大阪、堺、横浜、神戸、姫路、長崎、新潟、水戸、津、名古屋、静岡、仙台、盛岡、弘前、山形、米沢、秋田、福井、金沢、富山、高岡、松江、岡山、広島、赤間関（現下関）、和歌山、徳島、高松、松山、高知、福岡、久留米、熊本、鹿児島
  - 同年3月18日内務省告示第10号（1都市）
佐賀
  - 同年4月1日、上記37都市のうち東京、岡山、名古屋、徳島、松山、高松を除いた31都市に市制を施行（6都市の市制施行日はそれぞれ、同年5月1日東京、6月1日岡山、10月1日名古屋、10月1日徳島、12月15日松山、翌年2月15日高松）。
  - 同年7月1日、岐阜、甲府の両市に市制を施行。
  - 同年10月1日、鳥取市に市制を施行。
- 特別市制

東京市、京都市、大阪市

#### 1889年（明治22年）の都市人口
以下の表に1889年（明治22年）12月31日時点の人口1万人以上の市区町村、および主要都市の現住人口をまとめる。
- 市区町村の名称、所属する庁府県、人口は1889年（明治22年）12月31日調のものであり、現在の市町村域とは異なる[1]。人口は主に『明治二十二年十二月三十一日調 日本帝国民籍戸口表』「各地方現住一万人以上市区町戸口表」及び『明治四十一年十二月三十一日 日本帝国人口静態統計』「人口一万人以上ノ市町村現住人口 (自明治十九年末至同四十一年末)」記載の甲種現住人口による。姫路市(2万7055人、2万5487人)と金沢市(9万4257人、9万5812人)の現住人口は、『明治二十二年十二月三十一日調 日本帝国民籍戸口表』収録の「各地方現住一万人以上市区町戸口表」と「各地方郡市戸口表」とで異なる現住人口が提示されているが、前者の人口を採用した。
- 1889年（明治22年）12月31日の時点で香川県[2]・北海道庁[3]・沖縄県[4]・一部指定の島嶼部(東京府管下小笠原・伊豆七島、長崎県管下対馬国、島根県管下隠岐国、鹿児島県管下大隅国大島郡・薩摩国川辺郡十島)では市制・町村制は施行されておらず、そのほとんどが人口1万人未満の町村に分割されていたが、『日本帝国人口静態統計』では複数の町村からなる町場・間切が一つの町村として集計され、人口一万人以上市町村の現住人口として掲載されている。本表でもこれに従い、これらの町場・間切を構成する町村の数を括弧で示し、その人口を太字で示し、順位を振らない。なおこれらの町場・間切を構成する個々の町村の人口はいずれも現住人口1万人未満である。
- 現住人口1万人未満の4つの都市（宮崎町、浦和町、川崎町、大野村）の人口は官報掲載の現住人口であり、陸海軍の兵営艦船に在る者、監獄に在る者の加除がなされていない。これらは現在の政令指定都市、県庁所在地の中心部となる当時人口1万人未満の都市であり、本表では順位を振らず、人口を斜体で示す。
- 太字の市名：1889年（明治22年）4月1日市制施行の都市。
- ■：2020年（令和2年）4月1日現在の特別区と政令指定都市
- ■：それ以外の都道府県庁所在地

| 順位 | 市区町村                 | 庁府県   | 現住人口  |
| ---- | ------------------------ | -------- | --------- |
| 1    | 東京市                   | 東京府   | 1,389,684 |
| 2    | 大阪市                   | 大阪府   | 476,271   |
| 3    | 京都市                   | 京都府   | 279,792   |
| 4    | 名古屋市                 | 愛知県   | 162,767   |
| 5    | 神戸市                   | 兵庫県   | 135,639   |
| 6    | 横浜市                   | 神奈川県 | 121,985   |
| 7    | 金沢市                   | 石川県   | 94,257    |
| 8    | 仙台市                   | 宮城県   | 90,231    |
| 9    | 広島市                   | 広島県   | 88,820    |
| 10   | 徳島市                   | 徳島県   | 61,107    |
| 11   | 富山市                   | 富山県   | 58,159    |
| 12   | 鹿児島市                 | 鹿児島県 | 57,465    |
| 13   | 和歌山市                 | 和歌山県 | 56,713    |
| 14   | 長崎市                   | 長崎県   | 55,063    |
| 15   | 福岡市                   | 福岡県   | 53,014    |
| 16   | 函館区                   | 北海道庁 | 52,909    |
| 17   | 熊本市                   | 熊本県   | 52,833    |
| 18   | 岡山市                   | 岡山県   | 48,333    |
| 19   | 堺市                     | 大阪府   | 48,165    |
| 20   | 新潟市                   | 新潟県   | 46,353    |
| 21   | 福井市                   | 福井県   | 40,849    |
|      | 那覇 (28村1地)           | 沖縄県   | 40,212    |
| 22   | 静岡市                   | 静岡県   | 37,664    |
| 23   | 松江市                   | 島根県   | 35,934    |
| 24   | 松山市                   | 愛媛県   | 32,738    |
| 25   | 高知市                   | 高知県   | 32,241    |
|      | 香川郡高松 (50町10丁)    | 香川県   | 32,081    |
| 26   | 盛岡市                   | 岩手県   | 31,153    |
| 27   | 甲府市                   | 山梨県   | 31,135    |
| 28   | 河内郡宇都宮町           | 栃木県   | 30,698    |
| 29   | 弘前市                   | 青森県   | 30,487    |
| 30   | 滋賀郡大津町             | 滋賀県   | 29,941    |
| 31   | 赤間関市                 | 山口県   | 29,919    |
| 32   | 米沢市                   | 山形県   | 29,591    |
| 33   | 秋田市                   | 秋田県   | 29,568    |
| 34   | 東筑摩郡松本町           | 長野県   | 29,319    |
| 35   | 山形市                   | 山形県   | 29,019    |
| 36   | 上水内郡長野町           | 長野県   | 28,980    |
| 37   | 高岡市                   | 富山県   | 28,928    |
| 38   | 鳥取市                   | 鳥取県   | 28,396    |
| 39   | 津市                     | 三重県   | 28,156    |
| 40   | 東群馬郡前橋町           | 群馬県   | 28,115    |
| 41   | 度会郡宇治山田町         | 三重県   | 27,365    |
| 42   | 岐阜市                   | 岐阜県   | 27,089    |
| 43   | 姫路市                   | 兵庫県   | 27,055    |
| 44   | 佐賀市                   | 佐賀県   | 26,401    |
|      | 首里 (15村)              | 沖縄県   | 26,205    |
| 45   | 西成郡難波村             | 大阪府   | 25,617    |
| 46   | 水戸市                   | 茨城県   | 25,591    |
| 47   | 久留米市                 | 福岡県   | 24,859    |
| 48   | 添上郡奈良町             | 奈良県   | 24,459    |
| 49   | 三浦郡横須賀町           | 神奈川県 | 24,366    |
| 50   | 谿山郡谷山村             | 鹿児島県 | 24,248    |
| 51   | 西群馬郡高崎町           | 群馬県   | 24,182    |
| 52   | 千葉郡千葉町             | 千葉県   | 22,259    |
| 53   | 安八郡大垣町             | 岐阜県   | 21,640    |
| 54   | 北会津郡若松町           | 福島県   | 21,584    |
| 55   | 南多摩郡八王子町         | 神奈川県 | 21,555    |
| 56   | 飽海郡酒田町             | 山形県   | 20,918    |
| 57   | 中頸城郡高田町           | 新潟県   | 20,191    |
| 58   | 明石郡明石町             | 兵庫県   | 19,819    |
| 59   | 阿武郡萩町               | 山口県   | 19,804    |
| 60   | 西田川郡鶴岡町           | 山形県   | 19,562    |
| 61   | 頴娃郡頴娃村             | 鹿児島県 | 19,500    |
| 62   | 東津軽郡青森町           | 青森県   | 19,484    |
| 63   | 下都賀郡栃木町           | 栃木県   | 19,055    |
| 64   | 川辺郡東南方村           | 鹿児島県 | 19,007    |
| 65   | 御調郡尾道町             | 広島県   | 18,473    |
|      | 那珂郡丸亀 (17町10丁2村) | 香川県   | 18,295    |
| 66   | 愛知郡熱田町             | 愛知県   | 18,276    |
| 67   | 板野郡撫養町             | 徳島県   | 18,259    |
| 68   | 入間郡川越町             | 埼玉県   | 17,988    |
| 69   | 日置郡串木野村           | 鹿児島県 | 17,940    |
| 70   | 桑名郡桑名町             | 三重県   | 17,890    |
| 71   | 犬上郡彦根町             | 滋賀県   | 17,568    |
| 72   | 三重郡四日市町           | 三重県   | 17,531    |
| 73   | 山田郡桐生町             | 群馬県   | 17,504    |
| 74   | 紀伊郡伏見町             | 京都府   | 17,503    |
| 75   | 小県郡上田町             | 長野県   | 17,242    |
| 76   | 荏原郡品川町             | 東京府   | 17,108    |
| 77   | 射水郡新湊町             | 富山県   | 17,034    |
| 78   | 牡鹿郡石巻町             | 宮城県   | 16,974    |
| 79   | 札幌区                   | 北海道庁 | 16,876    |
| 80   | 南諸県郡志布志村         | 鹿児島県 | 16,764    |
| 81   | 信夫郡福島町             | 福島県   | 16,629    |
| 82   | 企救郡小倉町             | 福岡県   | 16,099    |
| 83   | 額田郡岡崎町             | 愛知県   | 16,034    |
| 84   | 海上郡本銚子町           | 千葉県   | 15,556    |
| 85   | 橘樹郡神奈川町           | 神奈川県 | 15,382    |
| 86   | 久良岐郡戸太村           | 神奈川県 | 15,253    |
| 87   | 深津郡福山町             | 広島県   | 14,900    |
|      | 中頭中城間切 (23村)      | 沖縄県   | 14,857    |
| 88   | 出水郡阿久根村           | 鹿児島県 | 14,814    |
| 89   | 給黎郡知覧村             | 鹿児島県 | 14,793    |
| 90   | 大野郡高山町             | 岐阜県   | 14,775    |
| 91   | 東成郡天王寺村           | 大阪府   | 14,699    |
| 92   | 敦賀郡敦賀町             | 福井県   | 14,606    |
| 93   | 揖宿郡揖宿村             | 鹿児島県 | 14,517    |
| 94   | 鹿児島郡伊敷村           | 鹿児島県 | 14,512    |
| 95   | 阿多郡伊作村             | 鹿児島県 | 14,507    |
| 96   | 安芸郡仁保島村           | 広島県   | 14,283    |
| 97   | 南条郡武生町             | 福井県   | 14,175    |
| 98   | 南足立郡千住町           | 東京府   | 14,010    |
| 99   | 足利郡足利町             | 栃木県   | 13,924    |
| 100  | 渥美郡豊橋町             | 愛知県   | 13,911    |
| 101  | 敷知郡浜松町             | 静岡県   | 13,857    |
| 102  | 足柄下郡小田原町         | 神奈川県 | 13,845    |
|      | 檜山郡江差 (26町)        | 北海道庁 | 13,798    |
|      | 宮古島砂川間切 (12村)    | 沖縄県   | 13,794    |
| 103  | 川辺郡川辺村             | 鹿児島県 | 13,682    |
| 104  | 吉敷郡山口町             | 山口県   | 13,653    |
| 105  | 三浦郡浦賀町             | 神奈川県 | 13,625    |
| 106  | 川辺郡尼崎町             | 兵庫県   | 13,580    |
| 107  | 川辺郡西加世田村         | 鹿児島県 | 13,547    |
| 108  | 川辺郡加世田村           | 鹿児島県 | 13,526    |
| 109  | 会見郡米子町             | 鳥取県   | 13,304    |
| 110  | 南大隅郡垂水村           | 鹿児島県 | 13,252    |
| 111  | 雑太郡相川町             | 新潟県   | 13,249    |
| 112  | 越智郡今治町             | 愛媛県   | 13,161    |
| 113  | 賀茂郡広村               | 広島県   | 13,061    |
| 114  | 飯高郡松阪町             | 三重県   | 13,040    |
| 115  | 下新川郡魚津町           | 富山県   | 13,030    |
| 116  | 阿拝郡上野町             | 三重県   | 12,941    |
| 117  | 添下郡郡山町             | 奈良県   | 12,804    |
| 118  | 能美郡小松町             | 石川県   | 12,703    |
| 119  | 安芸郡倉橋島村           | 広島県   | 12,696    |
| 120  | 下毛郡中津町             | 大分県   | 12,692    |
|      | 小樽郡小樽 (29町)        | 北海道庁 | 12,629    |
| 121  | 下伊那郡飯田町           | 長野県   | 12,544    |
| 122  | 葦北郡水俣村             | 熊本県   | 12,516    |
| 123  | 勝浦郡小松島村           | 徳島県   | 12,492    |
|      | 島尻小禄間切 (15村)      | 沖縄県   | 12,108    |
| 124  | 東成郡東平野町           | 大阪府   | 12,102    |
| 125  | 都濃郡徳山村             | 山口県   | 12,055    |
|      | 松前郡福山 (34町)        | 北海道庁 | 12,031    |
| 126  | 北宇和郡宇和島町         | 愛媛県   | 11,968    |
|      | 国頭本部間切 (18村)      | 沖縄県   | 11,939    |
| 127  | 西北条郡津山町           | 岡山県   | 11,903    |
| 128  | 上都賀郡足尾町           | 栃木県   | 11,815    |
|      | 中頭西原間切 (18村)      | 沖縄県   | 11,804    |
| 129  | 南秋田郡土崎港町         | 秋田県   | 11,688    |
| 130  | 東葛飾郡船橋町           | 千葉県   | 11,626    |
| 131  | 出水郡上出水村           | 鹿児島県 | 11,618    |
| 132  | 海東郡津島町             | 愛知県   | 11,594    |
| 133  | 北諸県郡都城町           | 宮崎県   | 11,587    |
| 134  | 日置郡東市来村           | 鹿児島県 | 11,522    |
| 135  | 香取郡佐原町             | 千葉県   | 11,481    |
| 136  | 川辺郡東加世田村         | 鹿児島県 | 11,448    |
| 137  | 豊田郡観音寺村           | 香川県   | 11,418    |
| 138  | 射水郡氷見町             | 富山県   | 11,388    |
| 139  | 最上郡新庄町             | 山形県   | 11,277    |
| 140  | 山本郡能代港町           | 秋田県   | 11,269    |
| 141  | 武庫郡西宮町             | 兵庫県   | 11,229    |
|      | 中頭具志川間切 (15村)    | 沖縄県   | 11,220    |
| 142  | 安芸郡蒲刈島村           | 広島県   | 11,195    |
| 143  | 大分郡大分町             | 大分県   | 11,168    |
| 144  | 西成郡曾根崎村           | 大阪府   | 11,161    |
| 145  | 姶良郡加治木村           | 鹿児島県 | 11,108    |
| 146  | 三池郡大牟田町           | 福岡県   | 11,107    |
| 147  | 平鹿郡横手町             | 秋田県   | 10,967    |
| 148  | 北蒲原郡新発田町         | 新潟県   | 10,956    |
| 149  | 西白河郡白河町           | 福島県   | 10,916    |
| 150  | 安芸郡江田島村           | 広島県   | 10,865    |
|      | 中頭美里間切 (19村)      | 沖縄県   | 10,854    |
| 151  | 中島郡一宮町             | 愛知県   | 10,840    |
| 152  | 新治郡土浦町             | 茨城県   | 10,754    |
| 153  | 大島郡家室西方村         | 山口県   | 10,703    |
| 154  | 安蘇郡田沼町             | 栃木県   | 10,661    |
| 155  | 西諸県郡小林村           | 宮崎県   | 10,639    |
| 156  | 東牟婁郡新宮町           | 和歌山県 | 10,624    |
| 157  | 那珂郡湊町               | 茨城県   | 10,573    |
| 158  | 大里郡熊谷町             | 埼玉県   | 10,571    |
| 159  | 三戸郡八戸町             | 青森県   | 10,568    |
|      | 島尻大里間切 (20村)      | 沖縄県   | 10,552    |
| 160  | 鹿島郡七尾町             | 石川県   | 10,546    |
| 161  | 熊毛郡北種子村           | 鹿児島県 | 10,527    |
| 162  | 東囎唹郡末吉村           | 鹿児島県 | 10,522    |
| 163  | 川辺郡西南方村           | 鹿児島県 | 10,499    |
|      | 国頭今帰仁間切 (20村)    | 沖縄県   | 10,494    |
| 164  | 新治郡石岡町             | 茨城県   | 10,480    |
|      | 中頭読谷山間切 (16村)    | 沖縄県   | 10,473    |
| 165  | 南高来郡西有家村         | 長崎県   | 10,454    |
| 166  | 坂井郡三国町             | 福井県   | 10,409    |
| 167  | 安芸郡瀬戸島村           | 広島県   | 10,341    |
| 168  | 鹿児島郡吉野村           | 鹿児島県 | 10,306    |
| 169  | 駿東郡沼津町             | 静岡県   | 10,300    |
| 170  | 有田郡湯浅村             | 和歌山県 | 10,288    |
| 171  | 結城郡結城町             | 茨城県   | 10,271    |
| 172  | 有渡郡長田村             | 静岡県   | 10,218    |
| 173  | 上新川郡滑川町           | 富山県   | 10,195    |
| 174  | 佐波郡三田尻村           | 山口県   | 10,142    |
| 175  | 北海部郡臼杵町           | 大分県   | 10,101    |
| 176  | 高城郡水引村             | 鹿児島県 | 10,091    |
| 177  | 鳳至郡輪島町             | 石川県   | 10,086    |
| 178  | 南巨摩郡増穂村           | 山梨県   | 10,067    |
| 179  | 阿野郡坂出村             | 香川県   | 10,066    |
|      | 宮崎郡宮崎町             | 宮崎県   | 6,983     |
|      | 北足立郡浦和町           | 埼玉県   | 5,843     |
|      | 橘樹郡川崎町             | 神奈川県 | 5,036     |
|      | 高座郡大野村             | 神奈川県 | 3,333     |

### 1898年（明治31年）の三大都市特例廃止
自治権を与えられなかった三大都市の住民は、市制特例の廃止を要求する運動を起こした。そのため1898年（明治31年）10月1日に三大都市特例は廃止され、他の市と同じ制度となった。

### 1911年（明治44年）の市制改正
1911年（明治44年）4月7日、市制は全面改正され明治44年4月7日法律第68号となった。これに伴い東京市、京都市、大阪市ノ区ニ関スル件（明治31年9月15日勅令第210号）及び東京市京都市大阪市ヲ除クノ外人口二十万以上ノ市ノ区ニ関スル件（明治33年3月31日勅令第98号）も失効した。

### 1921年（大正10年）の市制改正
1921年（大正10年）5月10日に三等級選挙制度は二等級に緩和され、制限選挙制度の本質は変わらないままだがやや平等になった。

### 1926年（大正15年）の地方普通選挙制
1925年（大正14年）5月5日に衆議院議員選挙法（普通選挙法）が制定されると、翌1926年（大正15年）6月24日には市・町村・府県にも普通選挙制度が導入された。このときの市制改正により市長は市会が選挙することとなり、内務大臣による選択制度は廃止された。

### 1943年（昭和18年）の自治権弱体化
1943年（昭和18年）4月1日に、市長の選出方法は元の制度に戻された。

### 1947年（昭和22年）の廃止
1945年（昭和20年）の日本の敗戦により抜本的民主化の見通しが立ったが、1947年（昭和22年）5月3日に地方自治法が施行されるまで、公式には古い市制が有効であった。この間、地方によっては半公式的な形で民主的選挙を実施し、その結果に従って他の機関が手続きして正式のものにするといった運用が過渡的にとられた。

## 市制施行地一覧

### 明治時代
| 市制施行年月日     | 市制施行年月日 | 北海道 東北地方                           | 関東地方      | 北陸 甲信地方                      | 東海地方    | 近畿地方                                  | 中国 四国地方                 | 九州 沖縄地方                                 |
| ------------------ | -------------- | ----------------------------------------- | ------------- | ---------------------------------- | ----------- | ----------------------------------------- | ----------------------------- | --------------------------------------------- |
| 1889年（明治22年） | 4月1日         | 弘前市 盛岡市 仙台市 秋田市 山形市 米沢市 | 水戸市 横浜市 | 新潟市 富山市 高岡市 金沢市 福井市 | 静岡市 津市 | 京都市 大阪市 堺市 神戸市 姫路市 和歌山市 | 松江市 広島市 赤間関市 高知市 | 福岡市 久留米市 佐賀市 長崎市 熊本市 鹿児島市 |
| 1889年（明治22年） | 5月1日         |                                           | 東京市        |                                    |             |                                           |                               |                                               |
| 1889年（明治22年） | 6月1日         |                                           |               |                                    |             |                                           | 岡山市                        |                                               |
| 1889年（明治22年） | 7月1日         |                                           |               | 甲府市                             | 岐阜市      |                                           |                               |                                               |
| 1889年（明治22年） | 10月1日        |                                           |               |                                    | 名古屋市    |                                           | 鳥取市 徳島市                 |                                               |
| 1889年（明治22年） | 12月15日       |                                           |               |                                    |             |                                           | 松山市                        |                                               |
| 1890年（明治23年） | 2月15日        |                                           |               |                                    |             |                                           | 高松市                        |                                               |
| 1892年（明治25年） | 4月1日         |                                           | 前橋市        |                                    |             |                                           |                               |                                               |
| 1896年（明治29年） | 4月1日         |                                           | 宇都宮市      |                                    |             |                                           |                               |                                               |
| 1897年（明治30年） | 4月1日         |                                           |               | 長野市                             |             |                                           |                               |                                               |
| 1897年（明治30年） | 8月1日         |                                           |               |                                    | 四日市市    |                                           |                               |                                               |
| 1898年（明治31年） | 2月1日         |                                           |               |                                    |             | 奈良市                                    |                               |                                               |
| 1898年（明治31年） | 4月1日         | 青森市                                    |               |                                    |             |                                           | 尾道市                        |                                               |
| 1898年（明治31年） | 10月1日        |                                           |               |                                    |             | 大津市                                    |                               |                                               |
| 1899年（明治32年） | 4月1日         | 若松市                                    |               |                                    |             |                                           | 丸亀市                        | 門司市                                        |
| 1900年（明治33年） | 4月1日         |                                           | 高崎市        |                                    |             |                                           |                               | 小倉市                                        |
| 1902年（明治35年） | 4月1日         |                                           |               |                                    |             |                                           |                               | 佐世保市                                      |
| 1902年（明治35年） | 10月1日        |                                           |               |                                    |             |                                           | 呉市                          |                                               |
| 1906年（明治39年） | 4月1日         |                                           |               | 長岡市                             |             |                                           |                               |                                               |
| 1906年（明治39年） | 8月1日         |                                           |               |                                    | 豊橋市      |                                           |                               |                                               |
| 1906年（明治39年） | 9月1日         |                                           |               |                                    | 宇治山田市  |                                           |                               |                                               |
| 1907年（明治40年） | 2月15日        |                                           | 横須賀市      |                                    |             |                                           |                               |                                               |
| 1907年（明治40年） | 4月1日         | 福島市                                    |               |                                    |             |                                           |                               |                                               |
| 1907年（明治40年） | 5月1日         |                                           |               | 松本市                             |             |                                           |                               |                                               |
| 1911年（明治44年） | 4月1日         |                                           |               |                                    |             |                                           |                               | 大分市                                        |
| 1911年（明治44年） | 7月1日         |                                           |               |                                    | 浜松市      |                                           |                               |                                               |
| 1911年（明治44年） | 9月1日         |                                           |               | 高田市                             |             |                                           |                               |                                               |

### 大正時代
| 市制施行年月日     | 市制施行年月日 | 北海道 東北地方                           | 関東地方      | 北陸 甲信地方 | 東海地方 | 近畿地方 | 中国 四国地方 | 九州 沖縄地方        |
| ------------------ | -------------- | ----------------------------------------- | ------------- | ------------- | -------- | -------- | ------------- | -------------------- |
| 1914年（大正3年）  | 4月1日         |                                           |               |               |          |          |               | 若松市               |
| 1916年（大正5年）  | 4月1日         |                                           |               |               |          | 尼崎市   |               |                      |
| 1916年（大正5年）  | 7月1日         |                                           |               |               | 岡崎市   |          | 福山市        |                      |
| 1917年（大正6年）  | 3月1日         |                                           |               |               |          |          |               | 大牟田市 八幡市      |
| 1917年（大正6年）  | 9月1日         |                                           | 八王子市      |               |          |          |               |                      |
| 1918年（大正7年）  | 4月1日         |                                           |               |               | 大垣市   |          |               |                      |
| 1919年（大正8年）  | 5月1日         |                                           |               | 上田市        |          |          |               |                      |
| 1919年（大正8年）  | 11月1日        |                                           |               |               |          | 明石市   |               |                      |
| 1920年（大正9年）  | 2月11日        |                                           |               |               |          |          | 今治市        |                      |
| 1921年（大正10年） | 1月1日         |                                           | 足利市 千葉市 |               |          |          |               |                      |
| 1921年（大正10年） | 3月1日         |                                           | 桐生市        |               |          |          |               |                      |
| 1921年（大正10年） | 5月20日        |                                           |               |               |          |          |               | 那覇市 首里市        |
| 1921年（大正10年） | 8月1日         |                                           |               |               |          |          | 宇和島市      |                      |
| 1921年（大正10年） | 9月1日         |                                           |               |               | 一宮市   |          |               |                      |
| 1921年（大正10年） | 11月1日        |                                           |               |               |          |          | 宇部市        |                      |
| 1922年（大正11年） | 8月1日         | 札幌市 函館市 小樽市 室蘭市 旭川市 釧路市 |               |               |          |          |               |                      |
| 1922年（大正11年） | 11月1日        |                                           |               |               |          | 岸和田市 |               |                      |
| 1922年（大正11年） | 12月1日        |                                           | 川越市        |               |          |          |               |                      |
| 1923年（大正12年） | 7月1日         |                                           |               |               | 沼津市   |          |               |                      |
| 1924年（大正13年） | 2月11日        |                                           |               |               | 清水市   |          |               |                      |
| 1924年（大正13年） | 4月1日         |                                           |               |               |          |          |               | 別府市 宮崎市 都城市 |
| 1924年（大正13年） | 7月1日         |                                           | 川崎市        |               |          |          |               |                      |
| 1924年（大正13年） | 9月1日         | 郡山市                                    |               |               |          |          |               | 戸畑市               |
| 1924年（大正13年） | 10月1日        | 鶴岡市                                    |               |               |          |          |               |                      |
| 1925年（大正14年） | 4月1日         |                                           |               |               |          | 西宮市   |               |                      |

### 昭和時代
| 市制施行年月日     | 市制施行年月日 | 北海道・ 東北地方    | 関東地方      | 北陸 甲信地方 | 東海地方        | 近畿地方        | 中国 四国地方   | 九州 沖縄地方 |
| ------------------ | -------------- | -------------------- | ------------- | ------------- | --------------- | --------------- | --------------- | ------------- |
| 1927年（昭和2年）  | 4月1日         |                      |               |               |                 |                 | 米子市          |               |
| 1928年（昭和3年）  | 4月1日         |                      |               |               |                 |                 | 倉敷市          |               |
| 1929年（昭和4年）  | 2月11日        |                      |               |               |                 |                 | 津山市          |               |
| 1929年（昭和4年）  | 4月10日        |                      |               |               |                 |                 | 山口市          |               |
| 1929年（昭和4年）  | 4月20日        |                      |               |               |                 |                 |                 | 中津市        |
| 1929年（昭和4年）  | 5月1日         | 八戸市               |               |               |                 | 伏見市          |                 |               |
| 1929年（昭和4年）  | 10月1日        |                      |               |               | 瀬戸市          |                 |                 |               |
| 1931年（昭和6年）  | 1月1日         |                      |               |               |                 |                 |                 | 直方市        |
| 1932年（昭和7年）  | 1月1日         |                      |               |               |                 |                 |                 | 唐津市        |
| 1932年（昭和7年）  | 1月20日        |                      |               |               |                 |                 |                 | 飯塚市        |
| 1932年（昭和7年）  | 4月1日         |                      | 平塚市        |               |                 |                 |                 |               |
| 1932年（昭和7年）  | 7月1日         |                      |               |               |                 |                 | 萩市            |               |
| 1933年（昭和8年）  | 2月1日         |                      |               |               | 松阪市          |                 |                 |               |
| 1933年（昭和8年）  | 2月11日        |                      | 銚子市        |               |                 |                 |                 | 延岡市        |
| 1933年（昭和8年）  | 4月1日         | 帯広市 石巻市 酒田市 | 熊谷市 川口市 |               |                 |                 |                 |               |
| 1933年（昭和8年）  | 10月1日        |                      |               |               |                 | 新宮市          |                 |               |
| 1934年（昭和9年）  | 1月1日         |                      |               | 三条市        |                 |                 |                 |               |
| 1934年（昭和9年）  | 2月11日        |                      | 浦和市        |               |                 |                 |                 |               |
| 1934年（昭和9年）  | 5月1日         |                      |               |               |                 | 海南市          |                 |               |
| 1934年（昭和9年）  | 11月3日        |                      | 市川市        |               |                 |                 |                 |               |
| 1935年（昭和10年） | 2月11日        |                      |               |               |                 |                 | 八幡浜市        |               |
| 1935年（昭和10年） | 10月15日       |                      |               |               |                 |                 | 徳山市          |               |
| 1936年（昭和11年） | 4月1日         |                      |               | 岡谷市        |                 |                 |                 |               |
| 1936年（昭和11年） | 8月25日        |                      |               |               |                 |                 | 防府市          |               |
| 1936年（昭和11年） | 10月15日       |                      |               |               |                 | 豊中市          |                 |               |
| 1936年（昭和11年） | 11月1日        |                      |               |               | 高山市          |                 |                 |               |
| 1936年（昭和11年） | 11月15日       |                      |               |               |                 |                 | 三原市          |               |
| 1937年（昭和12年） | 2月11日        |                      |               |               |                 | 彦根市          |                 |               |
| 1937年（昭和12年） | 4月1日         |                      | 栃木市 船橋市 | 敦賀市 飯田市 | 桑名市          | 福知山市 布施市 |                 |               |
| 1937年（昭和12年） | 4月10日        |                      |               |               | 熱海市          |                 |                 |               |
| 1937年（昭和12年） | 5月5日         | 釜石市               |               |               |                 |                 |                 |               |
| 1937年（昭和12年） | 6月1日         | 平市                 |               |               |                 |                 |                 |               |
| 1937年（昭和12年） | 10月1日        |                      |               |               | 半田市          |                 |                 |               |
| 1937年（昭和12年） | 11月3日        |                      |               |               |                 |                 | 新居浜市        |               |
| 1938年（昭和13年） | 8月1日         |                      |               |               |                 | 舞鶴市 東舞鶴市 |                 |               |
| 1939年（昭和14年） | 4月29日        |                      |               |               |                 | 池田市          |                 |               |
| 1939年（昭和14年） | 7月20日        |                      |               | 七尾市        |                 |                 |                 |               |
| 1939年（昭和14年） | 9月1日         |                      | 日立市        |               |                 |                 |                 |               |
| 1939年（昭和14年） | 11月3日        |                      | 館山市 鎌倉市 |               |                 |                 | 下松市          |               |
| 1940年（昭和15年） | 2月11日        |                      |               |               |                 | 洲本市 飾磨市   |                 | 川内市        |
| 1940年（昭和15年） | 4月1日         |                      |               |               |                 | 吹田市          | 岩国市          | 島原市        |
| 1940年（昭和15年） | 7月1日         |                      |               | 柏崎市        |                 |                 |                 |               |
| 1940年（昭和15年） | 8月1日         |                      |               |               | 多治見市        |                 |                 |               |
| 1940年（昭和15年） | 8月3日         |                      |               |               |                 |                 | 玉野市          |               |
| 1940年（昭和15年） | 9月1日         |                      |               |               |                 |                 |                 | 諫早市 八代市 |
| 1940年（昭和15年） | 9月13日        |                      | 伊勢崎市      |               |                 |                 |                 |               |
| 1940年（昭和15年） | 10月1日        | 能代市               | 藤沢市        |               |                 |                 |                 |               |
| 1940年（昭和15年） | 11月3日        |                      | 土浦市 大宮市 |               |                 |                 | 浜田市 小野田市 |               |
| 1940年（昭和15年） | 11月10日       |                      |               |               |                 | 芦屋市 伊丹市   |                 |               |
| 1940年（昭和15年） | 12月1日        |                      | 立川市        | 小松市        |                 |                 |                 |               |
| 1940年（昭和15年） | 12月11日       |                      |               |               |                 |                 |                 | 日田市        |
| 1940年（昭和15年） | 12月20日       |                      | 小田原市      |               |                 |                 |                 |               |
| 1941年（昭和16年） | 2月11日        | 宮古市               |               |               |                 |                 |                 |               |
| 1941年（昭和16年） | 4月29日        |                      |               |               | 三島市          |                 | 西条市          | 佐伯市        |
| 1941年（昭和16年） | 5月27日        |                      |               |               |                 |                 |                 | 鹿屋市        |
| 1941年（昭和16年） | 8月10日        |                      |               | 諏訪市        |                 |                 |                 |               |
| 1941年（昭和16年） | 9月10日        |                      |               |               | 上野市          |                 |                 |               |
| 1941年（昭和16年） | 11月3日        |                      |               |               |                 |                 | 出雲市          |               |
| 1941年（昭和16年） | 11月23日       | 塩竈市               |               |               |                 |                 |                 |               |
| 1942年（昭和17年） | 2月11日        |                      |               |               |                 |                 |                 | 大村市 人吉市 |
| 1942年（昭和17年） | 4月1日         |                      |               |               |                 | 泉大津市        |                 | 荒尾市        |
| 1942年（昭和17年） | 5月20日        |                      |               |               |                 | 田辺市          |                 |               |
| 1942年（昭和17年） | 6月1日         |                      |               |               | 富士宮市        |                 |                 |               |
| 1942年（昭和17年） | 6月10日        | 北見市               |               |               |                 |                 |                 |               |
| 1942年（昭和17年） | 7月1日         |                      |               |               |                 |                 | 坂出市          |               |
| 1942年（昭和17年） | 10月1日        |                      |               |               |                 | 相生市          |                 |               |
| 1942年（昭和17年） | 11月3日        |                      | 木更津市      |               |                 |                 |                 |               |
| 1942年（昭和17年） | 12月1日        |                      |               |               | 鈴鹿市          |                 |                 |               |
| 1943年（昭和18年） | 1月1日         |                      |               |               |                 | 高槻市          |                 |               |
| 1943年（昭和18年） | 4月1日         | 夕張市 岩見沢市      | 佐野市 松戸市 |               |                 | 長浜市          | 光市            |               |
| 1943年（昭和18年） | 5月1日         |                      |               |               |                 | 貝塚市          |                 |               |
| 1943年（昭和18年） | 6月1日         |                      |               |               | 春日井市 豊川市 |                 |                 |               |
| 1943年（昭和18年） | 11月3日        |                      |               |               |                 |                 |                 | 田川市        |
| 1946年（昭和21年） | 11月1日        |                      |               |               |                 | 守口市          |                 |               |
| 1947年（昭和22年） | 1月1日         |                      |               | 新発田市      |                 |                 |                 |               |
| 1947年（昭和22年） | 2月11日        | 網走市               |               |               |                 |                 |                 |               |
| 1947年（昭和22年） | 3月1日         |                      |               |               | 津島市          |                 |                 |               |
| 1947年（昭和22年） | 3月15日        |                      |               |               |                 |                 | 鳴南市          |               |

## 現代日本における市制施行の要件
- 全国的な人口調査（＝国勢調査）で集計された人口（＝法定人口）が5万人以上である（参照1、参照2）。

| 町村               | 法定人口  | 推計人口  | 推計人口の 統計年月日 |
| ------------------ | --------- | --------- | --------------------- |
| 広島県安芸郡府中町 | 50,448 人 | 51,037 人 | 2025年7月1日          |
| 茨城県稲敷郡阿見町 | 49,437人  | 50,564 人 | 2025年7月1日          |
- 農林水産業以外の産業に従事する人、その同一世帯に属する人の数の合計が町の全人口の6割以上である。
- 建物の連なりで形成される町の中心市街地の戸数が、町の全戸数の6割以上である。
- 都道府県で定める条例の要件に合致している。

## 「外地」にあった市（に相当する区画）と市制施行年月
外地には法律「市制」は適用されず別個の法律（「樺太市制」昭和12年法律第1号）、勅令（「関東州市制」大正13年勅令第130号）、律令（りつれい。「台湾市制」大正9年律令第5号）、制令（せいれい。（朝鮮）「府制」大正2年制令第7号）等によって市が設置された。
朝鮮の地方制度においては「市」に相当する区画は「府」と称しており、したがって日本統治下の朝鮮に市は存在しない。朝鮮の府は最初は朝鮮での伝統的な行政機関を大韓帝国の時により現代的な意味で再整備されたものを引きずったようなものであって、その長も伝来の名称のままで府尹（ふいん）と呼ばれた。大韓帝国では府の昇降が激しく、1906年から大韓帝国の末期までは主に開港場だけがそこを管轄する邑（ゆう）の名称のままで指定されていたのだが、韓国併合の直後に行われた臨時的な措置の一つである朝鮮總督府令第6號（1910年（明治43年）10月1日公布/施行）によって府の昇降と改名が行われた。この時までは府の区域はまだ伝来のものをほぼ保存しており、伝統の行政中心地と郊外の農村部を大きく含んでいた。
その後1913年（大正2年）10月30日公布の府制（制令第7号）が1914年（大正3年）4月1日に施行されたことにより、地方公共団体としての府が設立されて、1913年（大正2年）12月29日公布で1914年（大正3年）4月1日に施行の朝鮮総督府令第111号で全朝鮮の道府郡の境界がすべて現代化される際に府の領域も同時代の日本のように都市部だけを含むようになった。この時、府の領域から除外された部分はその旧来の行政中心地の名前や府の古い雅称を取った郡とされ、そのような郡の多くは郡庁（朝鮮での郡役所の名称）を府内に置いた。府は併合以前からの日本人居留民団の事務などを承継した。その後、都市化の進んだ地域に府制が施行されるようになり、最終的には22まで増加した。新しい府を指定する時にも農村部を以て違う名の郡を建てその郡庁を府内に置く原則は守られた。
- 朝鮮（日本統治時代の朝鮮の行政区画を参照）
  - 京城府 - 従来の府（1910年10月以前の旧称は漢城府で、他の府とは違う特殊な制度が適用されていた）。現在のソウル特別市に当たる。1914年4月、京城府の周辺の農村部は以前の所属郡を無視して全て高陽郡（郡庁は京城に置く）に含まれた。
  - 仁川府 - 従来の府（最初指定は1896年）。1914年4月に農村部を隣接の富川郡に移管。ただし富川郡庁は最初は官庁里（現在の仁川広域市弥鄒忽区官校洞）の旧・仁川府庁舎に移り、またのちに仁川府内へ移転した。
  - 群山府 - 従来の府（旧称沃溝府。最初指定は1899年）。1914年4月に農村部は沃溝郡（郡庁は府内に置く）として独立。
  - 木浦府 - 従来の府（旧称務安府。最初指定は1897年）。1914年4月に農村部は務安郡（郡庁は府内に置く。この時は現在の新安郡に当たる島嶼部も含む）として独立。
  - 大邱府 - 1910年10月。1914年4月に農村部は達城郡（大邱の雅名、郡庁は府内に置く）として独立。
  - 釜山府 - 従来の府（旧称東萊府。最初指定は1896年）。1914年4月に農村部は東萊郡（郡庁はのちに編入される旧邑に位置）として独立。
  - 馬山府 - 従来の府（旧称昌原府。最初指定は1899年）。1914年4月に農村部は昌原郡（郡庁は府内に置く）として独立。
  - 平壌府 - 1910年10月。1914年4月に農村部は大同郡（平壌市内を貫通する大同江から。郡庁は府内に置く）として独立。
  - 鎮南浦府 - 従来の府（旧称三和府。最初指定は1897年）。現在の南浦市に当たる。1914年4月に農村部は龍岡郡（郡庁も龍岡の旧邑に残る）に移管された。
  - 新義州府 - 従来の府（旧称義州府。1906年指定）。1914年4月に農村部は義州郡（郡庁も義州邑に残る）に移管された。
  - 元山府 - 従来の府（旧称徳源府。最初指定は1896年）。1914年4月に農村部は徳源郡に移管。のちに徳源郡庁は元山府内に移転し、さらに後には文川郡に編入され廃止された。
  - 清津府 - 1910年10月（富寧郡から改称・昇格）。1914年4月に農村部を以て富寧郡（郡庁は富寧面）を復活。
  - 開城府 - 1930年10月（1896年から1906年まで府であった）。農村部は開豊郡（1914年4月の行政区画改編で編入された豊徳郡から一字貰う）として独立。
  - 咸興府 - 1930年10月。農村部は咸州郡（咸興の異称）として独立。
  - 大田府 - 1935年10月。農村部は大徳郡（1914年4月の行政区画改編で編入された懐徳郡から一字貰う）として独立。
  - 全州府 - 1935年10月。農村部は完州郡（全州の雅称）として独立。
  - 光州府 - 1935年10月。農村部は光山郡（光州の異称）として独立。
  - 羅津府 - 1936年10月。慶興郡（1896年 - 1903年、1906年 - 1910年まで府であった）から独立する形であった。
  - 海州府 - 1938年10月。農村部は碧城郡（海州の雅称）として独立。
  - 晋州府 - 1939年10月。農村部は晋陽郡（晋州の異称）として独立。
  - 城津府 - 1941年10月（1910年までは時々府であった）。現在の金策市に当たる。農村部は鶴城郡（当地域の雅称）として独立。
  - 興南府 - 1944年12月。咸州郡から独立する形であった。
- 台湾（台灣市制を参照）
  - 台北 - 1920年10月
  - 台中 - 1920年10月
  - 台南 - 1920年10月
  - 基隆 - 1924年12月
  - 高雄 - 1924年12月
  - 新竹 - 1930年1月
  - 嘉義 - 1930年1月
  - 彰化 - 1933年12月
  - 屏東 - 1933年12月
  - 宜蘭 - 1940年10月
  - 花蓮港 - 1940年10月
- 樺太
  - 豊原 - 1937年7月。1943年の内地編入にともない法律準拠に変更。なお1945年10月に恵須取も市制施行の予定であった。
- 関東州
  - 旅順 - 1924年8月
  - 大連 - 1924年8月

## 都道府県の最初の市制施行が都道府県庁所在地とそれ以外の複数になった例
- 北海道・札幌市、函館市、小樽市、旭川市、室蘭市、釧路市
- 山形県・山形市、米沢市
- 富山県・富山市、高岡市
- 大阪府・大阪市、堺市
- 兵庫県・神戸市、姫路市
- 福岡県・福岡市、久留米市
- 宮崎県・宮崎市、都城市
- 沖縄県・那覇市、首里市

## 都道府県の最初の市制施行が都道府県庁所在地ではない例
- 青森県は弘前市が最初で県庁所在地の青森市は同市に次いで2番目である。
- 福島県は若松市（現会津若松市）が最初で県庁所在地の福島市は同市に次いで2番目である。
- 埼玉県は川越市が最初で県庁所在地だった浦和市（現さいたま市）は同市、熊谷市、川口市に次いで4番目である。
- 山口県は赤間関市（現下関市）が最初で県庁所在地の山口市は同市、宇部市に次いで3番目である。